# Edwin Wipf
Edwin Wipf (* 19. April 1877 in Dagmersellen; † 17. Dezember 1966 in Zürich) war ein Schweizer Architekt.

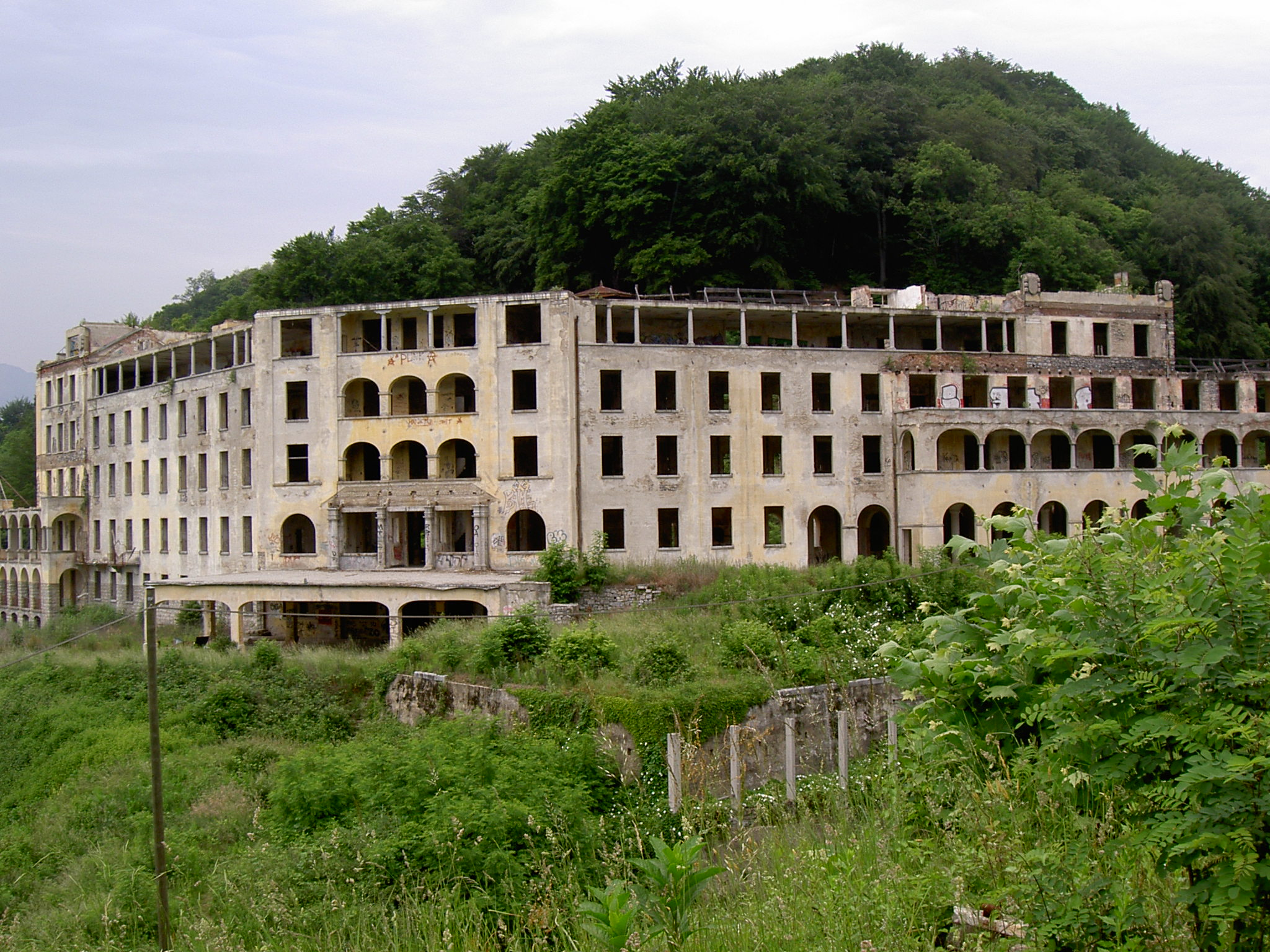
Deutsches Haus Agra, Lungensanatorium, Zustand 2007

## Leben und Wirken
Wipf zog als kleines Kind von Zürich nach Chur, wo sein Vater die Leitung der Chaletfabrik Alexander Kuonis übernahm. Nach Schulbesuch in Chur und Mitarbeit als Zimmermann in der Chaletfabrik studierte er 1896 bis 1900 am Polytechnikum in Zürich Architektur. Seine erste Anstellung erhielt er in Pegli, ging dann aber nach Paris, um dort während vier Jahren an der École des Beaux-Arts weiter zu studieren. In Basel war er noch kurz angestellt, bevor er 1905 in Zürich Assistent bei Friedrich Bluntschli wurde und daneben ein eigenes Büro gründete. Wipfs gebautes Werk findet sich vor allem in Zürich mit Wohnhäusern, aber auch als Spezialgattung mit den neuen Kinos der Stadt, wie etwa dem ersten Grosskino der Schweiz, dem Capitol in Zürich. Weitere Schwerpunkte sind in Graubünden, wo er unter anderem für die Davoser Chaletfabrik von Gaudenz Issler arbeitete, und im Tessin. Dort steht auch sein Hauptwerk, das Deutsche Haus (1912–15) in Agra, ursprünglich eine Dépendance der Hochgebirgsklinik Davos, das eine Geschichte bis an den Rand des Abrisses durchlebte und dabei medial stark wahrgenommen wurde, bevor es nun saniert und als Hotel wieder in Betrieb genommen wurde.
Wipf war lebhaft interessiert an baupolitischen Fragen Zürichs. Darüber hinaus interessierte er sich für städtebauliche Themen. Wipf beteiligte sich am internationalen Wettbewerb für einen Bebauungsplan der Stadt Zürich von 1915 bis 1918 und erhielt dort eine Belobigung. Im Jahr 1906 war Wipf Gründungsmitglied des Bundes Schweizer Architekten, ebenso Mitglied des SIA. Er war Mitglied der Züricher Freimaurerloge Modestia cum Libertate.

## Werke (Auswahl)
- Susenbergstr., Wohnhaus, Zürich 1907–08
- Englischviertelstr., Wohnhäuser, Zürich 1910
- Eidmattstr., Wohnhaus, Zürich 1911
- Pension Conradin, Pura TI 1911
- Landhaus Nasse, Gravesano  1912
- Deutsches Haus, Sanatorium Deutsche Heilstätte, Agra TI 1912–15
- Gasthof Sonne, Küsnacht, 1913
- Bahnhöfe der Centovallibahn, 1924
- Kino Capitol, Zürich 1926